# علی واعظ
علیرضا واعظ‌زاده  مدیر پروژه ایران و مشاور ارشد رییس گروه بین‌المللی بحران   است.
علی واعظ پسر کریم واعظ‌زاده  (۱۳۱۰-۱۳۹۷) پزشک جراح و استاد دانشگاه علوم پزشکی شیراز است. او دارای دکترای بیوتکنولوژی از دانشگاه ژنو و کارشناسی ارشد روابط بین‌الملل از دانشگاه جانز هاپکینز است. او همچنین عضو فدراسیون دانشمندان آمریکایی و از سال ۲۰۰۸ تا ۲۰۱۰ پژوهشگر فوق دکترا در دانشگاه هاروارد بوده‌است. او پیشتر خبرنگار رادیو اروپای آزاد/رادیو آزادی در سوئیس بوده‌است و با بی‌بی‌سی، سی‌ان‌ان، رادیوی عمومی ملی و خبرگزاری رویترز پیوسته همکاری داشته‌است. واعظ استاد وابسته مدرسه خدمات خارجی ادموند والش دانشگاه جرج‌تاون و مؤسسه سیاست خارجی مدرسه مطالعات بین‌المللی جانز هاپکینز است.
علی واعظ در سال ۲۰۱۲ توسط راب مالی در گروه بحران به کار گرفته شد. او تبدیل به تحلیل‌گر ارشد امور ایران در گروه شد. او به فارسی، انگلیسی و فرانسه مسلط است. در سال ۲۰۱۳ به صورت تحلیل گر دنبال کننده مذاکرات در محل مذاکرات بود و آن را تحت نظر داشت. اکثر کشورهای طرف مذاکره با او تبادل نظر می‌کردند و او به یک منبع ایده برای حل چالش‌های ایجاد شده در مذاکرات تبدیل شد. تفسیرهای رسانه ای او که به دنبال ایجاد حمایت از قراداد در افکار عمومی بود، مورد توجه بسیاری قرار گرفت. او در اواخر سال ۱۳۹۲ به همراه لوییز آربور سفری به ایران داشت و با اکبر هاشمی رفسنجانی و مقامات دیگری دیدار کرد. گروه بحران در تاریخ ۱۷ سپتامبر ۲۰۱۵، حدود دوماه بعد از امضای برجام در گزارشی رسماً از نقش این گروه و علی واعظ در پیشبرد پروژه برجام سخن می‌گویند. مالی سعی کرد پس از شروع به کار در وزارت امور خارجه بایدن واعظ را استخدام کند ولی دغدغه های امنیتی مانع  شد.
در سال ۲۰۲۳ سمافور و ایران اینترنشنال بر اساس هزاران ایمیل مقامات ایرانی گزارش کردند حکومت ایران در سال ۲۰۱۴ شبکه ای از کارشناسان ایرانی‌تبار اندیشکده‌ها در اروپا و آمریکا، که یکی از آنها واعظ بود، را برای ترویج دیدگاه‌های ایران در ازای «حمایت سیاسی» به خدمت گرفت. واعظ این گزارش نوشته جی سولومون را تکذیب کرد و آن را افتراآمیز خواند. او این شبکه را شکل گرفته با حمایت اندیشکده‌های اروپایی و یک دولت بزرگ اروپایی خواند، این که این شبکه زیر نظر وزارت امور خارجه ایران بوده را زیر سوال برد و ایمیل‌های مقامات ایران درباره آن را یکطرفه و تعریف از خود خواند.  بنا بر این گزارش واعظ با مصطفی زهرانی رییس مرکز مطالعات سیاسی و بین‌المللی وزارت امور خارجه ایران در مکاتبه بوده و جویای نظر او  راجع به مقاله اش شده. واعظ گفت «پس از آن‌که مقامات جمهوری اسلامی ادعا کردند که در نوشته‌هایم نسبت به موضع آنها بسیار تند بوده‌ام، پیش‌نویس مقاله را به‌عنوان احترام به اشتراک گذاشتم.» گروه بین المللی  بحران  در بیانیه‌ای ضمن دفاع از درستی فعالیت های واعظ  این گزارش را حاوی وارونه جلوه دادن کارهای واعظ خواند.  استیو کلمانس دبیر موسس سمافور نسبت به مقاله جی سولومون انتقاد کرد. او تلاش‌های افرادی چون واعظ در را در زمینه قصد آمریکا در آن زمان برای پیشگیری از جنگ ارزیابی کرد. او اعلام کرد بریتانیا حامی مالی ابتکار کارشناسان ایران بوده است.